# دانييل كوسيو بييجاس
دانييل كوسيو بييجاس (بالإسبانية: Daniel Cosío Villegas)‏ عالم اقتصاد وسياسة ومؤرخ وعالم اجتماع وكاتب مقالات مكسيكي. وُلد في مكسيكو سيتي في 23 يوليو عام 1898. هو مؤسس صندوق الثقافة الاقتصادية وكلية الاقتصاد بجامعة المكسيك المستقلة.
كان واحدًا من النقاد القليلين الذين انتقدوا لويس إيشيفيريا إبان رئاسته للجمهورية آنذاك فيما بين عامي 1970 و1971. وكانت تبرز كتاباته المقالية اللاذعة في صحيفة أكسلسيور، وبخاصة في أوقات القمع؛ وقد أزعج هذا الأمر إتشيفيريا وقد جعله يعرف ذلك عبر مختلف الوسائل، مما أدى بدانييل كوسيو بييجاس إلى التوقف عن الكتابة. وقد زاره وزير التعليم برابو أوخا وقال له أن زوجته توسلت إليه ليقصيه عن قراره بالابتعاد عن الكتابة، وفي نهاية المطاف، تحولت زوجة أوخا لتصبح، في ظاهر الأمر، إتشيفيريا نفسه لتحدث المؤرخ قائلة: «أكمل كتابتك». وعُد كتابه التتابع الرئاسي عام 1975، واحدًا من أهم الكتب، حيث شرح فيه مختلف التابوهات عن رئاسة المكسيك في ذلك الوقت، والذي احتفظ به الحزب الثوري المؤسساتي.
وفي عام 1976، نشر مذكراته والتي استغرقت عامين حتى تم الانتهاء منها. دُفن، ببساطة، في حديقة الآلهة بانتيون. وأرادت الحكومة أن ترسل جثمانه إلى بهو الرجال البارزين، إلا أن أرملته رفضت ذلك الأمر. وبمبادرة من كوسيو بييجاس، كان لازارو كارديناس يُساعد المنفيين من الحرب الأهلية الإسبانية في الوصول إلى المكسيك. ومعهم ومع ألفونسو رييس أوتشوا بين آخرين، تأسست لا كاسا دي إسبانيا التي تحولت لاحقًا إلى كلية المكسيك. ولذلك، يُعزى إلى كوسيو بييجاس تأسيسها وإدارتها. وتُوفي في مكسيكو سيتي في 10 مارس 1976.

## دراسته
درس الاقتصاد في جامعة هارفارد وجامعة ويسكونسن وجامعة كورنيل. وفي وقت لاحق، حصل على درجة الماجستير من كلية لندن للاقتصاد والمدرسة الحرة للعلوم السياسية في باريس، الآن معهد الدراسات السياسية في باريس. وحصل على درجة الدكتوراه في الاقتصاد الزراعي.